# 第43回全国高等学校蹴球選手権大会
第43回全国高等学校サッカー選手権大会（だい43かいぜんこくこうとうがっこうサッカーせんしゅけんたいかい）は、1965年1月に行われた、全国高等学校サッカー選手権大会。

## 出場校（結果）
- 北海道代表 釧路江南（1回戦）
- 北海道代表 函館東（2回戦）
- 東北代表 釜石南（1回戦）
- 東北代表 秋田商業（ベスト8）
- 東北代表 仙台育英（ベスト4）
- 関東代表 宇都宮学園（準優勝）
- 関東代表 日立第一（ベスト8）
- 関東代表 浦和市立（優勝）
- 関東代表 帝京（2回戦）
- 関東代表 鎌倉学園（ベスト4）
- 関東代表 甲府工業（ベスト8）
- 北陸代表 新潟明訓（1回戦）
- 北陸代表 富山第一（1回戦）
- 東海代表 藤枝東（ベスト8）
- 東海代表 豊田西（1回戦）
- 東海代表 岐阜商業（1回戦）
- 東海代表 上野工業（1回戦）
- 関西代表 甲賀（2回戦）
- 関西代表 山城（2回戦）
- 関西代表 明星（2回戦）
- 関西代表 関西学院（2回戦）
- 関西代表 新宮（2回戦）
- 中国代表 関西（1回戦）
- 中国代表 山陽（1回戦）
- 中国代表 多々良学園（1回戦）
- 四国代表 高松商業（1回戦）
- 四国代表 徳島商業（1回戦）
- 四国代表 新居浜東（1回戦）
- 九州代表 島原商業（1回戦）
- 九州代表 熊本工業（2回戦）
- 九州代表 中津南（1回戦）
- 九州代表 延岡向洋（1回戦）

## 参考資料
- http://u-18soccer.com/?page_id=34534